# Huawei Honor
Huawei Honor es un teléfono inteligente de Huawei. Salió a la venta en 2012, con el sistema operativo Android, con la variante Gingerbread versión 2.3. Por sus especificaciones, fue un teléfono inteligente de gama alta. Fue lanzado en enero de 2012.
Honor también fue una marca registrada y perteneciente a Huawei, tenían elementos comunes, pero con un diseño diferenciado, más juvenil y fresco,  actualmente Huawei ya no es dueño de Honor.

## Características
Tiene una pantalla TFT de 4 pulgadas. Abajo de la pantalla, hay 4 botones frontales: Inicio, Menú, Atrás y Buscar. En los laterales están los botones de subir y de bajar el volumen y el botón de encendido. Tiene el sistema operativo Android, con la versión Gingerbread versión 2.3, la empresa Huawei actualizo el honor oficialmente a Android 4.0.4 versión Ice Cream. Tiene una memoria interna de 4 GB. Tiene un procesador Qualcomm MSM8255T Snapdragon. Tiene 512 MB de RAM. Tiene dos cámaras, una trasera de 8 Mp y otra delantera de 0.3 Mp.

## Honor, como marca
Posteriormente, Honor se transformaba en una submarca de Huawei.
Ambas marcas comparten la factoría 🏭 principal, situada en Shenzhen. Utilizan en principio, los mismos procesadores, pantallas y componentes muy similares.
Las diferencias radican, de momento, en la carencia de cámaras desarrolladas junto a Leica, pese a lo cual son capaces de hacer unas fotografíass de buena calidad; además de ello, existen modelos que de hecho equipan doble o triple fotográfica , y un modo de inteligencia artificial para conseguir una mejor calidad de imágenes y vídeos.
El diseño de los dispositivos también es diferente. En la mayoría de los modelos, la carcasa trasera tiene un diseño de cristal con varias capas, muy atractivo y brillante. En estos casos, cuya carcasa trasera supone que es bastante resbaladiza, puede venir una funda de protección en el equipamiento suministrado con la caja.
La versión de sistema operativo también se diferencia levemente. La capa de personalización, Emotion UI (EMUI), es más liviana que en los dispositivos de Huawei, que es la marca principal. Su experiencia de usuario es algo más cercana a, por ejemplo, Android 8, que a EMUI 8. No obstante, tienen ciertas aplicaciones propias y también los menús están algo más personalizados que con la versión de Android equivalente.
Suelen ser teléfonos inteligentes de prestaciones bastante completas para la ronda de precios en la cual compiten.

## Honor 7s
Es um modelo que comparte la gama 2019 con los modelos que le siguen en la lista.
Es un producto más pequeño, dirigido a una utilización más pragmática y sencilla. Su pantalla, de 5,45 pulgadas, tiene el formato clásico. Es cómodo para manejarlo con una mano, y llevarlo en el bolsillo sin preocupaciones.
Tiene una batería de 3020mah con gestión inteligente, eficiente y durable.
Su cámara trasera es de 13mpx, toma fotografías nítidas, y dispone de cámara frontal, de 5mpx e integrada en el marco superior, sobre la pantalla.
Es dualSIM, por lo que puede alojar tranquilamente nuestros contactos personales separados de los laborales, por ejemplo.
Dispone de 2gb Ram, y de 16gb de memoria interna, aunque se puede ampliar notablemente, mediante una microSD de hasta 256gb donde se pueden guardar archivos, aplicaciones, documentos, etc..
Viene de serie con el sistema operativo, Android 8.1.0 Oreo, que garantiza una experiencia fluida y típica de las últimas versiones del sistema.
Equipa el procesador Mediatek MT6739 QuadCore, rindiendo sus cuatro núcleos a 1.5GHz de potencia.
Además, también dispone de una toma de auriculares 🎧 de 3,5mm, estándar, con la notable ventaja de poder oír la radio, música o bien ver documentales o vídeos de YouTube sin necesidad de desconectar el smartphone de la toma de corriente.

## Honor 7x
Un producto más completo, potente y adaptado a los nuevos requerimientos de los usuarios que buscan un gama media compacto, solvente y con un precio adecuado.
Se trata de un dispositivo con una capacidad de almacenamiento de 64gb, que puede ser expandida hasta 256gb más mediante el uso de una tarjeta microSD. Su Ram de 4gb, se combina con el procesador Kirin 659, Octa-Core, con 4 núcleos a 2.36 GHz y 4 a 1.7 GHz para ofrecer una mejor experiencia de uso, fluida y sin retardos innecesarios.
Su pantalla infinita FullHD de 5.93 pulgadas es totalmente rectangular, y abarca un gran porcentaje de la parte frontal, para conseguir un cuerpo compacto con una buena experiencia de visualización, sin que sea molesto llevarlo en el bolsillo del pantalón.
Su versión de EMUI es la 5.1, y se basa en el sistema operativo Android 7.0. Equipado con una batería de 3340mah, para que pueda ser utilizado durante unas cuantas horas seguidas sin desfallecer y tener que cargarlo de nuevo; no obstante, equipa un sistema de ahorro de energía.
La cámara que está situada sobre la pantalla, es de 8mpx. La cámara trasera es doble, de 16+2mpx, con lo que consigue una buena calidad de imagen sin necesidad de esforzarse mucho.
También equipa sensor de huella dactilar, de proximidad, de luz natural, y una brújula. Su construcción se basa en un marcó metálico con cubierta trasera de cristal.

## Honor Play
También hay modelos más grandes y potentes. Este nuevo producto puede satisfacer a los usuarios más exigentes de la marca.
El mejor ejemplo es el poderoso procesador Kirin 970 que equipa. Es una buena garantía de altas prestaciones y fluidez notable, y todo ello sin la dudosa necesidad de vender el producto a un precio exorbitante.
Su batería de 3750 mAh, de gestión inteligente, es capaz de hacer bastantes horas de uso sin necesidad de recarga, algo a tener en cuenta para los usuarios que utilizamos el smartphone para todo, valorando la calidad de construcción, la calidad de las fotografías, el rendimiento y la capacidad de almacenamiento.
Dispone de 4gb de Ram, y de 64gb de memoria intennnna, con la curiosidad de ser dualSIM en casi de que no se utilice microSD para expandir la capacidad de almacenamiento, ya que la segunda ranura está diseñada para dar cabida a ambas tarjetas.
Su pantalla multitáctil es de 6,3 pulgadas, por lo que no deberemos de sufrir pérdida de detalles al movernos por páginas web, revisar las fotografías o disfrutar de una película. Un smartphone con el que se puede disfrutar de los buenos momentos de la vida.
También tiene las prestaciones del sensor de huella dactilar, sensor de proximidad, sensor de luz ambiente, brújula digital, sensor de gravedad, y giroscopio.

## Honor 8x (2018)
A fecha 2019, el Honor 8x, de gama media alta y creado para usuarios exigentes, es uno de sus últimos productos.
Dispone de una carcasa integral, hecha de vidrio tanto en el frontal como en la parte trasera, con laterales metálicos. Su pantalla es de tipo FullHD+, con un tamaño de 6,5 pulgadas. Tiene opciones para elegir tono normal o vívido, y para cambiar de tonos fríos y cálidos. También se puede elegir visualización en HD+ o en FullHD+. Además, se puede elegir entre utilizar la "ceja" superior o bien oscurecer sus laterales para conseguir una pantalla más rectangular.
Carece de botones de navegación y de botones frontales. El actual sistema operativo, a partir de su versión Android 8.0 Oreo, ya no los requiere, no siendo necesario un botón de inicio físico. Las pantallas pasan a ocupar más del 85% del frontal y devorando la mayoría del espacio. También el sistema operativo soporta tranquilamente bordes de pantalla redondeados y curvados, aparte de que también soporta la aparición de un borde recurvado para la cámara frontal y sensores como el de proximidad, siendo así que favorece el uso de aplicaciones que ocupen absolutamente toda la pantalla. Es indiferente que estos bordes superiores tengan forma de gota, que exhiban dos espacios menos amplios o bien que aparenten ser un pequeño agujero en un lateral. Las nuevas versiones del sistema Android son capaces de asegurar una experiencia que no tiene nada que envidiar a la que puede ofrecer un smartphone dotado de una pantalla totalmente rectangular y con bordes en esquina a 90°, como pueda ser un Samsung Galaxy A7, por poner un ejemplo de buen rendimiento.
Los únicos botones que existen son el de encendido y el botón de volumen, que se hallan en la parte derecha, en el marco de aluminio.
Asimismo, el borde izquierdo de la carcasa es totalmente liso, con una microtextura que favorece el agarre , y lo único que encontramos es la bandeja para las dos microSIM y la tarjeta microSD, totalmente enrasada con la carcasa, y que se abre mediante una herramienta incluida de serie con el dispositivo.
Esa textura microperforada del borde izquierdo, es algo necesario y de agradecer, ya que la carcasa posterior es de un cristal muy liso que podría resbalar con mucha facilidad. Aunque, para evitar incidencias, en la caja del Honor 8x se incluye una funda (es posible que no se incluya esta en todos los mercados, o con todos los operadores).
Las teclas de navegación aparecen de forma digital cuando la pantalla no está en reposo, y también se pueden configurar entre varias opciones.
El sistema operativo está basado en Android 8, con la liviana capa de personalización EMUI de Honor, más ligera que los Huawei Mate20 y equivalentes. Algunos dispositivos ya han recibido una beta basada en Android 9 Pie, que incluye ciertas mejoras y una experiencia de usuario algo más evolucionada.
En agosto de 2019, se ha confirmado que el Honor 8x es uno de los dispositivos que va a recibir una actualización basada en el más moderno Android Q, posiblemente con el nuevo "modo oscuro", pensado para favorecer una lectura de noche sin forzar la vista, además de otras nuevas características.
La batería es de 3750 mh, pudiendo aguantar un día completo sin tener que enchufarlo. Es una batería eficiente y de una buena capacidad para un teléfono inteligente de sus características. No dispone de carga rápida propiamente dicha, aunque no es de los móviles que más tiempo tardan en la recarga.
Dispone de entrada para auriculares jack de 3,5. Se puede escuchar música o bien la radio mientras está cargando la batería.
La cámara trasera es doble, de 20+2 megapixeles, y la delantera de 16, integrada en el notch y también con flash propio. Las cámaras fotográficas que equipan los móviles de la marca Honor, a diferencia de las que utiliza Huawei, no son desarrolladas, por ahora, junto a Leica. De todas formas, el Huawei Mate20 Lite, del cual es hermano casi gemelo, tampoco equipa cámaras de Leica.
El disparo puede hacerse, también, si tenemos conectados los auriculares 🎧, desde su botón principal, para no mover el dispositivo durante una posible toma nocturna o delicada.
También dispone de un cómodo y eficiente sensor biométrico (sensor de huellas dactilares ) en la parte trasera.
Tiene 4gb de RAM, y está disponible en dos versiones, con memoria intennnna de 64 y 128gb. Su procesador es el HiSilicon Kirin 710, con 4 núcleos de 2,2 y 4 de 1,7ghz. Es capaz de ofrecer un agradable experiencia con aplicaciones y juegos sin sufrir lag o retardo alguno.
Tiene una ranura lateral, con tres huecos; en los pequeños se puede insertar una nanoSIM en cada uno de ellos; al lado, es posible insertar una tarjeta microSDHC para ampliar su capacidad de almacenamiento. No todos los modelos de todos los países aceptan dos tarjetas nanoSIM.

## Honor 9x (próximamente)
A fecha de julio de 2019, este terminal, con una versión algo mejorada disponible, ya ha sido presentado. Pronto sabremos sus especificaciones técnicas completas.

## Honor 20 Lite
Un teléfono inteligente que se sitúa en la gama media alta del fabricante.
Una carcasa elegante, sobre todo en el distintivo color azul, y con un suave y resistente cristal de recubrimiento que nos recibe al abrir el embalaje, ya son claros símbolos de lo que nos espera al utilizar este nuevo producto.
Dispone de una pantalla de 6,21 pulgadas, el procesador Kirin 710 que comparte con otros productos, y una eficiente batería de 3400mAh.
El sistema operativo Emui 9.0.1 está basado en Android 9 Pie, asegurando una fluida experiencia de navegación y un adecuado soporte técnico.
La triple cámara trasera, de 24+8+2mpx, y la frontal con 32 mpx, garantizan unas imágenes nítidas y de buena calidad en la mayoría de las situaciones lumínicas y meteorológicas.
También, y para garantizar la mejor experiencia general, en cuanto a navegación, fotografía, videojuegos y demás, dispone de 4gb de Ram, y sus 128gb de memoria interna son ampliables fácilmente, ya que es dualSIM y el espacio para la 2a tarjeta de operador también es aprovechable para una tarjeta microSD, donde podremos guardar fotografías, vídeos, documentos y aplicaciones.
Su sensor de huella dactilar es muy rápido y cómodo, en la línea de sus hermanos de gama.
Está disponible en colores azul y negro.

## Otros Productos (Honor)
Los modelos Honor 10Lite ya están disponibles para compra, con especificaciones mejoradas y un diseño renovado. Van con EMUI 9.0, basado en Android 9 Pie, desde el inicio. Su procesador es un Kirin 710. Disponen de una batería de 3400Mh. Su memoria interna, 32Gb o 64Gb, se combina con los 3Gb RAM. Además es ampliable hasta 512gb más mediante tarjeta microSD externa.
El Honor 9Lite está todavía disponible. Tiene un tamaño más compacto, con bordes redondeados y un cuerpo elegante hecho de vidrio. En su interior dispone de una Ram de 3gb, y memoria de 32gb, ampliable con una microSD hasta 256gb más. De todas formas, también existe una versión más moderna y capaz, de 4 y 64. Su pantalla, hoy en día pasa por tener un tamaño mediano, de resolución FullHD+, de 5.65 pulgadas y 2160x1080p. Con un procesador Kirin 659, 4 núcleos a 2.36 GHz y 4 núcleos a 1.7 GHz ofrece un notable rendimiento. Tanto la cámara principal como la trasera son de 13MP + 2MP.
También hay nuevos modelos, los View20 de 128 y 256gb, con la cámara frontal situada en un lateral de la pantalla, justo el opuesto al Samsung Galaxy S10.